# هاسلوخ
هاسلوخ (أو هاسلوخ ) هي بلدية في منطقة باد دوركهايم في راينلاند بالاتينات ، ألمانيا . على عكس معظم البلديات في المنطقة، فهي لا تنتمي إلى أي مجتمع الرابطة – وهو نوع من البلدية الجماعية. يقع بالقرب من المنطقة المبنية في مانهايم / لودفيغسهافن . لقد تطورت البلدية من مركز واحد ولذلك يطلق عليها أحيانًا "أكبر قرية في ألمانيا". هاسلوخ هي أكبر بلدية في منطقةدوركهايم ، وتتجاوز حتى مقعد المنطقة الذي يحمل الاسم نفسه. تتمتع القرية ببنية تحتية متطورة مع مرافق تعليمية وتسوقية. يمكن الوصول إلى المراكز المحيطة بالمنطقة بشكل رئيسي في غضون 20 دقيقة.